# ترکان (مروست)
تُرکان، روستایی در دهستان هرابرجان بخش مرکزی شهرستان مروست در استان یزد ایران است.

## جغرافیا

### مختصات جغرافیایی
روستای ترکان در مختصات جغرافیائی ۵۴ درجه و ۱۱ دقیقه طول جغرافیائی و ۳۰ درجه و ۱۹ دقیقه عرض جغرافیایی قرار دارد.

### مسافت
فاصله روستای ترکان تا مرکز شهرستان (شهر مروست) برابر با ۱۷ کیلومتر، تا شهر هرات برابر با ۳۷ کیلومتر و تا مرکز استان (شهر یزد) برابر با ۲۰۰ کیلومتر است.

## قدمت تاریخی و گردشگری
قدمت روستای ترکان (ورکانه قدیم) دقیقاً به هفت هزار سال پیش برمیگردد. دین اصلی مردم نیز مهرپرستی بوده که پاکنه (محل غسل) و چهارده معصوم (چشمه مقدس) در ان زمان به عنوان بزرگ‌ترین معبدهای دینی به‌شمار می‌رفتند و در زمان زردشت نیز (۳۷۸۰ سال پیش) چارتاقی (شریف السادات) نیز یکی از اتشکده‌های بزرگ منطقه بوده است که از تمامی نواحی نزدیک برای زیارت و عبادت به این چارتاقی می آمده اند. لهجه ترکانی یکی از نزدیک‌ترین لهجه‌های اوستایی است.

## آثار تاریخی و گردشگری
- برج دوره افشاریه

برج افشاریه یا میان ده روستای زیبا و تاریخی ترکان یکی از جاذبه‌های بی‌نظیر گردشگری در استان یزد است و مهم‌ترین برج ترکان می‌باشد که هم‌اکنون بعلت ساخت و ساز اهالی در بالای روستا به پائین‌ترین محل روستا نمایان است.
- امامزاده شریف السادات

یکی دیگر از آثار باستانی روستا امامزاده شریف السادات معروف به چهار طاقی می‌باشد که در منطقه جنوب شرقی روستا قرار گرفته و تمامی افرادی که قبلاً فوت نموده‌اند از جمله شیخ فاضل، روحانی معروف روستا در این امامزاده یا اطراف آن به خاک سپرده شده‌اند. در قدیم هر پنج شنبه عصر روحانی محل در این امامزاده روضه می‌خواند و نوازنده نقاره محل نیز دور گنبد امامزاده ساز و نقاره مخصوص می‌نواخت (معروف به بحر چهارطاقی) و هر پنج شنبه محل راز و نیاز اهالی بود، هم‌اکنون با همت مردم پرتلاش این روستا این آداب، رسم و رسومات در حال احیا هستند.
- گنبد چهارده معصوم

در شمال روستای ترکان اتاقکی گنبدی شکل وجود داشت که هم‌اکنون به علت تخریب آن تنها یک اتاق از آن به جا مانده. در روایت است که فردی از عوامیها به خواب می‌بیند که این محل، محل وجود و رفت و آمد چهارده معصوم بوده و از سالهای دور در این محل مردم به راز و نیاز و روضه خوانی می‌پرداختند. صبح روز عاشورا تمامی اهالی با دسته‌های سینه زنی و زنجیر زنی به همراه نخل روستا (مافه) به این محل آمده و مشغول عزاداری می‌شوند. همچنین در روز چهاردهم فروردین (که چند سالی است شده ۱۲ فروردین) نیز اهالی از صبح زود به این محل آمده و مشغول پختن آش نذری (آش گندم) می‌شوند و تا ظهر در آن جا می‌مانند و با خانواده خود و دیگر اهالی مشغول تفریح و بحث و گفتگو می‌شوند. در این روز تمام اهالی از صبح زود قبل از طلوع آفتاب به اطراف گنبد چهارده معصوم آمده و با گذاشتن چند گلوخ و آجر اجاقی درست می‌کنند و با جمع‌آوری مقداری هیزم آتش درست می‌کنند تا اینکه در ساعت ۹ صبح تمام اهالی آش خود را پخته و آماده می‌کنند. بسیاری از اهالی هرات و مروست و هرابرجان جهت بازدید از مراسم و آش خوردن توسط اهالی و اقوام دعوت می‌شوند و در پایان با اتمام روضه خوانی مراسم نیز به پایان می‌رسد. در قدیم رسم بود که تمام افراد روستا در این روز می‌بایست به گنبد چهارده معصوم رفته و بوسیله دودهای اجاق آتش نوک دماغ خود را سیاه می‌کردند و از این طریق به اهالی می‌رساندند که ما در مراسم چهارده معصوم شرکت کرده‌ایم.

## جمعیت
بر پایه سرشماری عمومی نفوس و مسکن در سال ۱۳۹۵، جمعیت این روستا برابر با ۱٬۳۳۲ نفر (۴۲۹ خانوار) بوده است.